# Эквипотенциальная поверхность

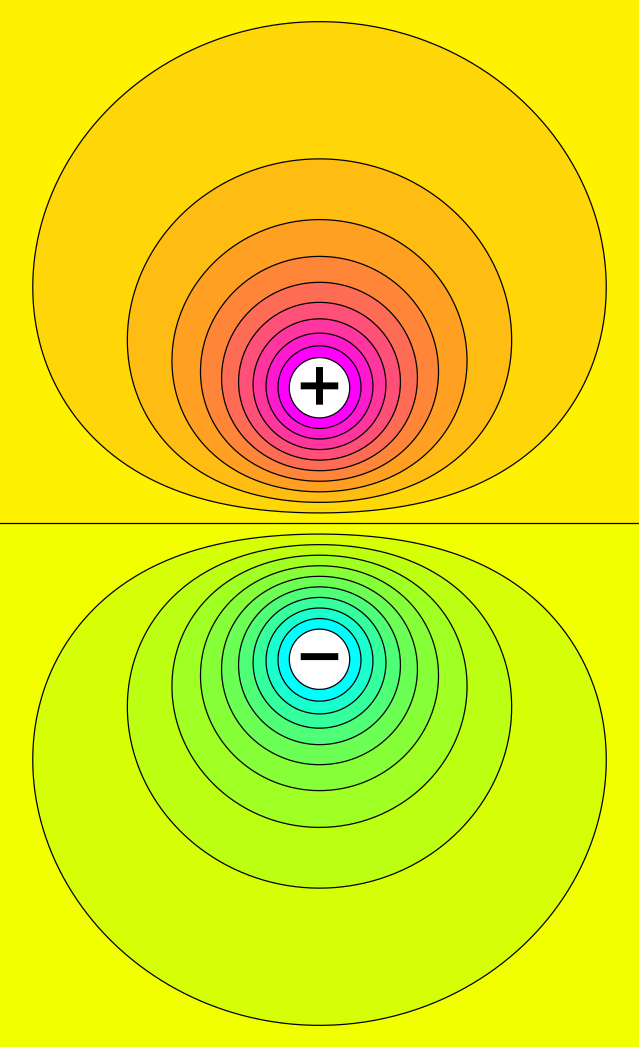
Эквипотенциальные поверхности электрического диполя (изображены тёмным их сечения плоскостью рисунка; цветом условно передано значение потенциала в разных точках — наиболее высокие значения — пурпурным и красным, наиболее низкие — голубым)

Эквипотенциальные поверхности — понятие, применимое к любому потенциальному векторному полю, например, к статическому электрическому полю или к ньютоновскому гравитационному полю. Эквипотенциальная поверхность — это поверхность, на которой скалярный потенциал данного потенциального поля принимает постоянное значение (поверхность уровня потенциала). Другое, эквивалентное, определение — поверхность, в любой своей точке ортогональная силовым линиям поля.
Поверхность проводника в электростатике является эквипотенциальной поверхностью. Кроме того, помещение проводника на эквипотенциальную поверхность не вызывает изменения конфигурации электростатического поля. Этот факт используется в методе изображений, который позволяет рассчитывать электростатическое поле для сложных конфигураций.
В (стационарном) гравитационном поле уровень неподвижной жидкости устанавливается по эквипотенциальной поверхности. В частности, приближенно можно утверждать, что по эквипотенциальной поверхности гравитационного поля Земли проходит уровень океанов. Форма поверхности океанов, продолженная на поверхность Земли, называется геоидом и играет важную роль в геодезии. Геоид, таким образом является эквипотенциальной поверхностью силы тяжести, состоящей из гравитационной и центробежной составляющей.